# Werner Schwarzwälder

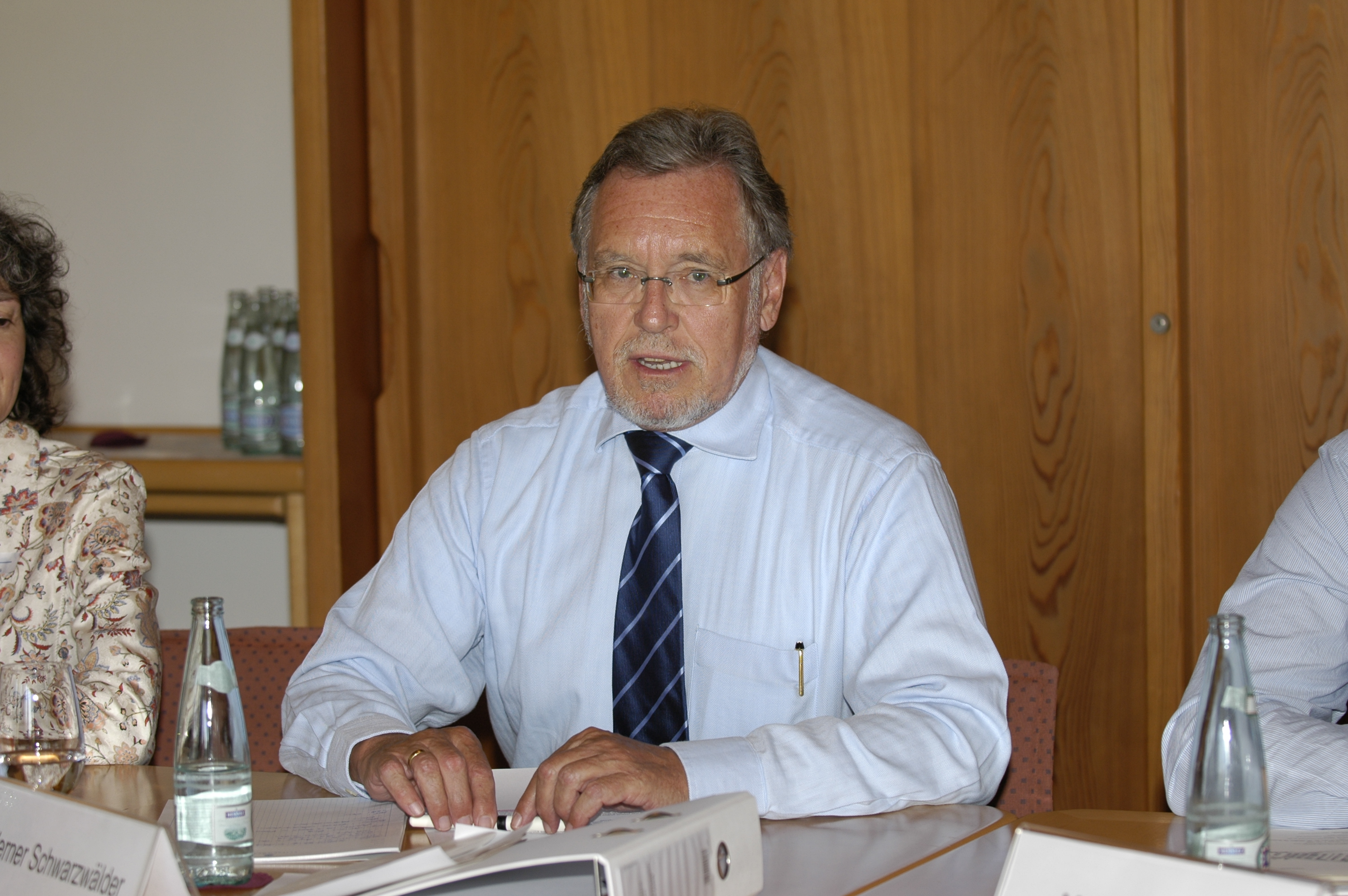
Werner Schwarzwälder

Werner Schwarzwälder (* 2. August 1944 in Bad Reichenhall; † 8. Dezember 2011 in Reichenau) war ein deutscher Journalist.

## Ausbildung und Berufsweg
Nach seiner Schulzeit am Zinzendorf-Gymnasium Königsfeld und der Höheren Handelsschule Villingen erfolgte eine Lehre als Speditionskaufmann in Villingen. Es folgten vier Jahre als Zeitsoldat bei der Bundeswehr mit Offiziersausbildung. Leutnant war sein letzter aktiver Dienstgrad. Im Zuge von Wehrübungen in den Folgejahren brachte es Werner Schwarzwälder bis zum Major der Reserve. 
Seine journalistische Laufbahn begann er als Volontär beim Südkurier, danach wurde er Redakteur für Politik und Beilagen. Anschließend war er Leiter der Lokalredaktionen Villingen-Schwenningen, später in Konstanz. 1990 wurde er Chef vom Dienst und von 1994 bis 2005 Chefredakteur. 2002 führte er für seine Zeitung eine Layoutreform zusammen mit dem amerikanischen Zeitungsdesigner Mario Garcia durch.
Nach seiner Zeit als Chefredakteur war er für verschiedene Sonderprojekte verantwortlich, unter anderem als verantwortlicher Redakteur für das Magazin „LebensArt“.

## Sonstige Aufgaben
Werner Schwarzwälder war Mitglied der Jury des Theodor-Wolff-Preises für herausragenden Journalismus und Jurymitglied des Diakoniepreises für Journalisten Baden-Württemberg. Zudem war er Mitglied im Lilienbergrat des Lilienberg Unternehmerforums in Ermatingen.